# Pacte de Ralito
Ne pas confondre avec l'Accord de Santa Fe de Ralito

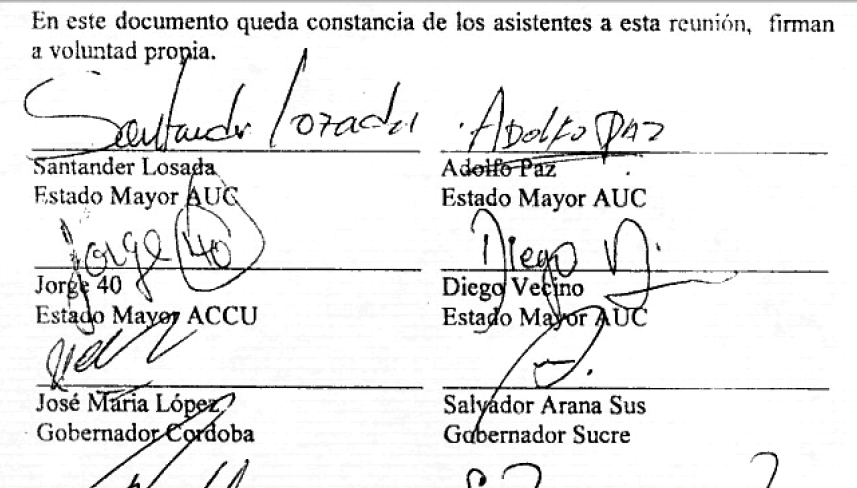
Extrait du Pacte de Ralito, document signé le 23 juillet 2001, sur lequel on peut voir la signature des dirigeants des AUC, dont celle de Jorge 40, aux côtés de celles de plusieurs politiques, dont le gouverneur de Sucre et de Cordoba.

Le pacte de Ralito est un accord signé le 23 juillet 2001 entre les Autodéfenses unies de Colombie (AUC) et des parlementaires ou anciens parlementaires colombiens (dont sept députés et quatre sénateurs), cinq maires, deux gouverneurs (celui de Sucre et de Cordoba), un journaliste, et d'autres fonctionnaires pour « refonder la patrie ». Le pacte est un des éléments notables du scandale de la parapolitique.
Selon l'enquête de l'hebdomadaire colombien El Espectador, le pacte est signé dans le cadre d'une stratégie des AUC visant à consolider leur pouvoir en marge de la loi, en s'appuyant sur le narcotrafic et concrétiser, à l'avenir, la prise du pouvoir politique, d'abord dans la région caraïbe puis au niveau national.
Dénommé « Plan Birmanie », en référence à ce pays du Triangle d'or asiatique, cette initiative ne fait pas l'unanimité au sein des AUC. Carlos Castaño, leader des AUC, refuse en effet de l'appuyer, s'opposant aux chefs du Bloque Central Bolívar des AUC, Iván Roberto Duque, alias Ernesto Báez, Carlos Mario Jiménez, alias Macaco, et à celui du Bloque Cacique Nutibara, Diego Fernando Murillo, alias Don Berna. Tous sont directement impliqués dans le trafic de stupéfiants. Carlos Castaño décide finalement de démissionner. Il sera assassiné par son propre frère, Vicente Castaño,, fondateur du groupe paramilitaire Águilas Negras, créé à la suite de la démobilisation des AUC et refusant toute négociation avec le gouvernement Uribe.
Deux universitaires argentins, Mario Alfredo Sandoval et Juan Antonio Rubbini Melato, sont présents à la réunion de Ralito de 2001, selon Alfonso de la Espriella, en tant que conseillers politiques des AUC,,. Mario Sandoval, référencé avec le no 1076/1163 dans le rapport de la Commission nationale sur la disparition de personnes (CONADEP) en Argentine, à propos de l’enlèvement d’un étudiant d’architecture pendant la « guerre sale » des années 1970, et désormais spécialisé dans l'intelligence économique, a notamment été chargé de cours à l'IHEAL, enseignant aussi à la Sorbonne nouvelle et à l'Université de Marne-la-Vallée. Il a fait partie d'une délégation au Chili présidée par Alain Juillet, ancien chef de la DGSE et depuis décembre 2003 haut responsable chargé de l'intelligence économique au SGDN,.
L'existence du pacte de Ralito sera dévoilé fin 2006 par le sénateur Miguel Alfonso de la Espriella, l'un des signataires, sur ordre d'un des chefs des AUC, Salvatore Mancuso. Le contenu du document est révélé publiquement en janvier 2007 à la suite des déclarations de Jorge 40, commandant du Bloc Nord des AUC, lors des négociations de paix, et une copie du document est remise à la justice par Mancuso lui-même lors d'une de ses auditions. La plupart des signataires sont arrêtés le 14 mai 2007, inculpés d'association aggravée de malfaiteurs, bien que certains tentent de faire requalifier ce délit pour celui de sédition, sans succès.